# バイク (フーシン部)
バイク（モンゴル語: Baiqu,? - ?）とは、13世紀初頭にチンギス・カンに仕えたフーシン出身の千人隊長。1206年にバイク率いる千人隊はチンギス・カンの長男ジョチに分封され、ジョチ・ウルスの基盤となった。
ペルシア語史料の『集史』ではبایقو(bāīqū)と記されるが、『元朝秘史』や『元史』など東方で編纂された史料には登場しない。

## 概要
『集史』ではジョチに分封された4人の千人隊長の名前を、キンキトのクナン・ノヤン（Qunan noyan >qūnān nūyān,قونان نویان）、シジウトのモンケウル（Möngke'ür >Mungkūr,منگکور）、フーシンのフーシダイ（HuŠidai >hūshītāī,هوشیتای）、［原文欠落］のバイク（Baiqu >bāīqū,بایقو）、と記録している。
『集史』「フーシン部族志」では「フーシダイ・バイク（hūshīdāī bāīqū,هوشیدای بایقو）」という人物について記録しているが、これは基本的にバイクの事を指すと考えられている。
ジョチの死後、ジョチの4千人隊は2分されてモンケウルとバイクの2千人隊はバトゥが、クナンとフーシダイの2千人隊はオルダが、それぞれ継承したと考えられている。

## 初期ジョチ・ウルスの4千人隊

### オルダ・ウルス
- ゲニゲス部のクナン・ノヤン（Qunan ＞忽難/hūnán,قونان نویان/qūnān nūyān）
- フーシン部のケテ(フーシダイ)（Kete ＞客帖/kètiē,هوشیتای/hūshītāī）

### バトゥ・ウルス
- シジウト部のモンケウル（Möngke'ür ＞蒙古兀児/mēnggǔwūér,منگکور/mungkūr）
- フーシン部のバイク（Baiqu ＞بایقو/bāīqū）